# Winlink
 (août 2022).
La mise en forme du texte ne suit pas les recommandations de Wikipédia : il faut le « wikifier ».
Les points d'amélioration suivants sont les cas les plus fréquents :
- Les titres sont pré-formatés par le logiciel. Ils ne sont ni en capitales, ni en gras.
- Le texte ne doit pas être écrit en capitales (les noms de famille non plus), ni en gras, ni en italique, ni en « petit »…
- Le gras n'est utilisé que pour surligner le titre de l'article dans l'introduction, une seule fois.
- L'italique est rarement utilisé : mots en langue étrangère, titres d'œuvres, noms de bateaux, etc.
- Les citations ne sont pas en italique mais en corps de texte normal. Elles sont entourées par des guillemets français : « et ».
- Les listes à puces sont à éviter, des paragraphes rédigés étant largement préférés. Les tableaux sont à réserver à la présentation de données structurées (résultats, etc.).
- Les appels de note de bas de page (petits chiffres en exposant, introduits par l'outil «  Source ») sont à placer entre la fin de phrase et le point final[comme ça].
- Les liens internes (vers d'autres articles de Wikipédia) sont à choisir avec parcimonie. Créez des liens vers des articles approfondissant le sujet. Les termes génériques sans rapport avec le sujet sont à éviter, ainsi que les répétitions de liens vers un même terme.
- Les liens externes sont à placer uniquement dans une section « Liens externes », à la fin de l'article. Ces liens sont à choisir avec parcimonie suivant les règles définies. Si un lien sert de source à l'article, son insertion dans le texte est à faire par les notes de bas de page.
- La présentation des références doit suivre les conventions bibliographiques. Il est recommandé d'utiliser les modèles {{Ouvrage}}, {{Chapitre}}, {{Article}}, {{Lien web}} et/ou {{Bibliographie}}. Le mode d'édition visuel peut mettre en forme automatiquement les références.
- Insérer une infobox (cadre d'informations à droite) n'est pas obligatoire pour parachever la mise en page.

Pour une aide détaillée, merci de consulter Aide:Wikification.
Si vous pensez que ces points ont été résolus, vous pouvez retirer ce bandeau et améliorer la mise en forme d'un autre article.
Winlink, également connu sous le nom Winlink 2000 (raccourci en WL2K), ou sous la marque déposée Winlink Local Radio Email est un système mondial permettant l'échange de courriers électroniques en utilisant des ressources radioélectriques du service radioamateur, du service maritime mobile, ou gouvernementales (principalement aux États-Unis). Il offre à ses utilisateurs la possibilité d'accéder à des services d'information sur l'Internet sans avoir accès directement à des moyens de communication classiques (accès internet fixe, mobile, satellite), et quelle que soit sa position sur la terre.
Les services disponibles permettent de la communication asynchrone par des courriels avec des pièces jointes, du report de données de position, de cartes météorologiques, la publication d'articles de blog, ou de statuts sur les réseaux sociaux. Il peut être utilisé pour de la communication d'urgence et comme moyen supplétif en cas de catastrophe.

## Architecture du réseau
La première couche du réseau Winlink est composée de serveurs de messagerie communs (CMS), qui assurent le stockage et l'échange de courriels entre les utilisateurs, et avec Internet. Historiquement, cette couche était composée de cinq serveurs répartis dans le monde (Brentwood dans le Tenessee, San diego en Californie, Halifax au Canada, Vienne en Autriche et Perth en Australie) pour assurer une tolérance aux pannes, et une réplication géographique pour mieux résister aux aléas locaux. Entre 2017 et 2018, cette couche a été progressivement migrée chez un fournisseur de cloud, qui assure la redondance, la distribution géographique et la répartition de la charge du service. 
La deuxième couche du réseau est constituée de passerelles, qui permettent d'accéder aux CMS au moyen de fréquences radio, généralement en ondes courtes, et parfois localement en VHF ou en UHF. Depuis 2019, le service est également accessible depuis l'ensemble de l'Afrique, l'Europe et du Moyen-Orient en utilisant le transpondeur radioamateur du satellite géostationnaire QO-100.
Le système est construit et administré par des volontaires, son financement est assuré par l'Amateur Radio Safety Foundation, une organisation sans but lucratif de type 501(c)(3).

### Mode purement radio
Depuis 2013, l'architecture du réseau a évolué pour permettre aux passerelles de pouvoir échanger des messages uniquement en s'appuyant sur des interconnexions radio entre des passerelles. Dans ce mode, les relais fonctionnent en mode différé, en s'appuyant sur une base de stockage locale. Les messages sont ensuite transmis entre relais à l'aide d'un routage en topologie maillée.
Chaque utilisateur désigne préalablement d'un à trois relai(s) compatible(s) comme point(s) de collecte de messages (Message Pickup Station, ou MPS), où il viendra relever les messages qui lui sont destinés. Lorsqu'un message purement radio est expédié, une copie est transmise à chacun des MPS préalablement choisis par son destinataire. Lorsque le destinataire se connecte sur l'un de ses MPS, son client ne re-télécharge pas les messages qui ont déjà été préalablement téléchargés, y compris si la connexion actuelle est effectuée sur un MPS différent (chaque message se voit affecté un identifiant unique, que le client fait le choix de télécharger, retenir ou supprimer,).
Les relais compatibles avec cette évolution peuvent également fonctionner en mode hybride, en basculant automatiquement du mode Winlink au mode purement radio lorsqu'ils perdent leur connectivité à Internet.

### Mode pair à pair
Dans ce mode, plusieurs clients peuvent échanger directement des messages sans dépendre des infrastructures existantes. L'intérêt de ce mode est à la fois de permettre la sélection d'un canal dédié à la mise en place et au fonctionnement d'une bulle tactique, et de libérer les ressources des relais Winlink, lorsque des stations sont à portée les unes des autres. 

## Technologies de transmission
Les protocoles de transmission disponibles pour Winlink utilisent différentes méthodes pour s'assurer que la transmission des messages s'effectue sans erreur. 
D'une part, les modems utilisés peuvent employer des techniques de correction d'erreur pour améliorer les performances de transmission lorsque le signal subit un rapport signal-bruit faible, et d'autre part, le protocole ARQ est utilisé pour s'assurer que l'ensemble des paquets de donnée est reçu, puis réassemblé dans l'ordre et sans erreur. Si nécessaire, les paquets manquants sont retransmis.

### Ondes courtes
- PACTOR
- WINMOR (technologie obsolète, aux performances inférieures aux autres technologies existantes)
- ARDOP
- VARA[7]
- ALE, basé sur MIL-STD-188-141 et MIL-STD-188-110

### VHF et UHF
- VARA FM
- AX.25
- D-Star

### Satellite
- VARA SAT[8]

### TCP/IP
- Telnet au travers d'Hamnet, ou Internet
- Telnet sur TLS au travers d'Internet

## Utilisateurs
Le système Winlink est ouvert aux radioamateurs détenteurs d'une licence valide. Il est également ouvert, sur leurs segments respectifs, à des organisations gouvernementales (par exemple au MARS (en)), aux organisations du secteur médical, humanitaire, et à celles qui effectuent de la communication d'urgence.
La technologie de Winlink est également utilisée par Sailmail, qui est un réseau de communication maritime utilisant les fréquences en ondes courtes dédiées à la communication des plaisanciers en haute mer. Ce service est couplé à une plateforme de services nommée Saildocs, qui permet de télécharger des données météorologiques, des bulletins en rapport avec la sûreté maritime, et d'autres fichiers cruciaux par e-mail.